# تيو نا

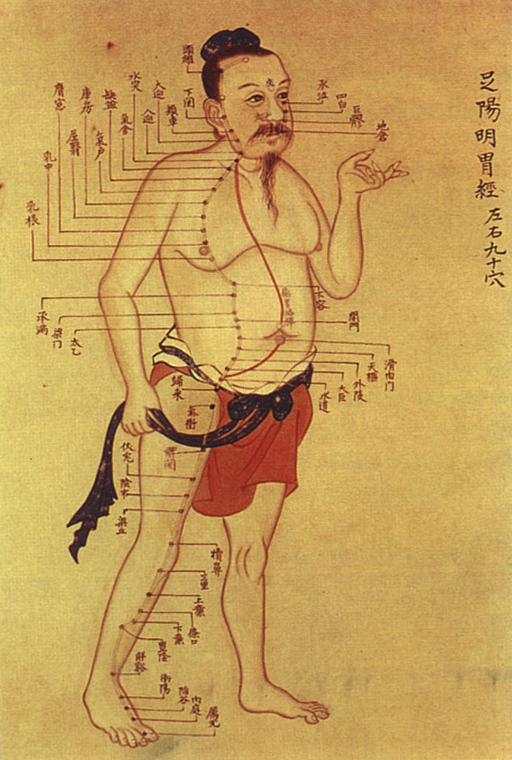

 التيو نا  هو نوع من أنواع العلاج اليدوي الصيني؛ يتم عادة بالوخز بالإبر، والكي، والحجامة الصينية، والتداوي بالأعشاب الصينية، وممارسة ما يدعى بتمارين التاي تشي والكي جونق. معالجة الجسم بالتيو نا تكون بوضع اليدين على جسم المريض مع القيام ببعض من طقوس الديانة الطاوية الصينية، وممارسة مبادئ فنون القتال لتحقيق المبادئ الثمانية للطب الشعبي الصيني باعتدال.يقوم المعالج بعدة حركات عند قيامه بالتيو نا مثل أن يمرر يديه على جسم المريض، وذلك بتدليكه والضغط عليه. كما يقوم بفرك المناطق الواقعة بين المفاصل المعروفة بالبوابات الثمانية ؛ لتصل الطاقة والحيوية إلى خطوط طول الجسم والعضلات مروراً بالجلد. قد تكون طريقة التدليك لطيفة أو قاسية نوعاً ما. سبب تسمية علاج التيو نا بهذا الاسم هو أن كلمة "Tui " تعني الرفع و" na " تعني الرفع والضغط. قد يحتوي التمسيد على الهز والطبطبة. كما أن المعالج يستطيع أن يستخدم نطاق واسع من الحركات، والجر مع تحفيز نقاط العلاج بالإبر. تزعم هذه التقنيات بالمساعدة في حالة وجود أمرض مزمنة في الجهاز العضلي الهيكلي والأجهزة الأخرى.تختلف مدارس التيو نا في نهجها في التدريب كأي علاجات طبية تقليدية صينية. التيو نا مرتبطة أيضاً بالتدليك والضغط الياباني بالإبر.
كان يصنف العلاج الطبي قديماً في الصين إما إلى علاج داخلي أو خارجي. التيو نا واحدة من العلاجات الخارجية وكانت مخصصة للمسنين والرضع. أما الآن فقد قُسمت التيو نا إلى علاجات مناسبة للرضع والبالغين وجراحة العظام ، والكسور، والتجميل وإعادة التأهيل والطب الرياضي وغيرها من الحالات المرضية الأخرى. حالياً في الصين، أُدرج العلاج بالتيو نا كجهة أساسية في المستشفيات . تُدرس التيو نا في الغرب كجزء من المنهج الدراسي في بعض مدارس الوخز بالإبر.
•	تمرين التاي تشي: تمرين رياضي يجمع بين التنفس العميق والإسترخاء مع حركات بطيئة وخفيفة. نشأت التاي تشي أصلاً كأحد فنون الدفاع عن النفس في الصين في القرن الثالث عشر، وتتم ممارستها اليوم في جميع أنحاء العالم باعتبارها تمريناً يعزز الصحة. نبذة عن تمرين التاي تشي من موقع دكتوري.
•	تمرين الكي جونق: تمرين رياضي يتضمن أوضاع مختلفة وحركات هادئة وبطيئة، تنظيم للتنفس إلى جانب بعض التأمل وبعض المساج الذاتي.